# Milan Borovička
Milan Borovička (12. září 1925 Krásno nad Bečvou – 1. února 2011 Valašské Meziříčí) byl český amatérský fotograf.

## Život
Milan Borovička fotografii nikdy nestudoval, nicméně stala se jeho celoživotním koníčkem. První snímky publikoval časopisecky v roce 1950. Na přelomu 50. a 60. let byla jeho dominantním tématem technická civilizace a „poezie všedního dne“. Mezi lety 1965 a 1977 fotografoval s Jiřím Fojtíkem, Františkem Janišem a Miroslavem Bílkem ve skupině Profil. Poté patřil ke skupině Setkání (1976–1997), s níž se účastnil společných výstav a aktivit. Od 70. let se Milan Borovička věnoval téměř výhradně ženským portrétům a aktům.
Milan Borovička se zúčastnil více než 140 výstav doma i v zahraničí. Jeho fotografická tvorba a později i přednášky na Institutu tvůrčí fotografie Slezské university v Opavě (1991–2003) ovlivnila několik generací.